# Fiat Scudo
O Scudo é uma van comercial leve da Fiat, desenvolvido em parceria com oGrupo PSA, também vendido como Citroën Jumpy e Peugeot Expert. Este carro fez muito sucesso, aliás também foi chamado Escudo em português.